# Bezirk Reinickendorf
Reinickendorf ist der zwölfte Verwaltungsbezirk von Berlin. Am 31. Dezember 2024 hatte er 260.300 Einwohner. Der im Norden der Stadt gelegene Bezirk wurde 1920 durch Eingemeindung zahlreicher Gebiete im Zuge des Groß-Berlin-Gesetzes geschaffen. Im Bezirk liegt der Tegeler See, ein Nebengewässer der Havel.
Der Firmensitz der August Storck KG, eines der umsatzstärksten Produzenten von Süßwaren in Europa, befindet sich im Bezirk.
Zu den bekanntesten Bauwerken des Bezirks zählen u. a. das Schloss Tegel, der im Baustil des Backsteinexpressionismus errichtete Borsigturm sowie die Wohnbauten der Weißen Stadt, die zu den Siedlungen der Berliner Moderne gehören.

## Geographie

### Lage
Der Bezirk befindet sich im Nordwesten Berlins. Die Nachbarbezirke sind im Südwesten Spandau, im Süden Charlottenburg-Wilmersdorf, im Südosten Mitte und im Osten Pankow. Der gesamte Norden grenzt an den brandenburgischen Landkreis Oberhavel.

### Siedlungsstruktur
Sein Charakter ist von Wäldern und Gewässern geprägt, seine südlichen Teile haben aber in der Bebauung viele Ähnlichkeiten mit dem angrenzenden Ortsteil Wedding des Bezirks Mitte. Darüber hinaus liegt in Reinickendorf die zwischen 1929 und 1931 erbaute Siedlung Weiße Stadt und das von 1963 bis 1974 als Großbausiedlung geschaffene Märkische Viertel, in dem über 30.000 Menschen wohnen. In den restlichen Ortsteilen herrscht Einzelhausbebauung vor, die in einigen Bereichen wie Hermsdorf und insbesondere Frohnau auch villenartigen Charakter annimmt.

### Naturdenkmale

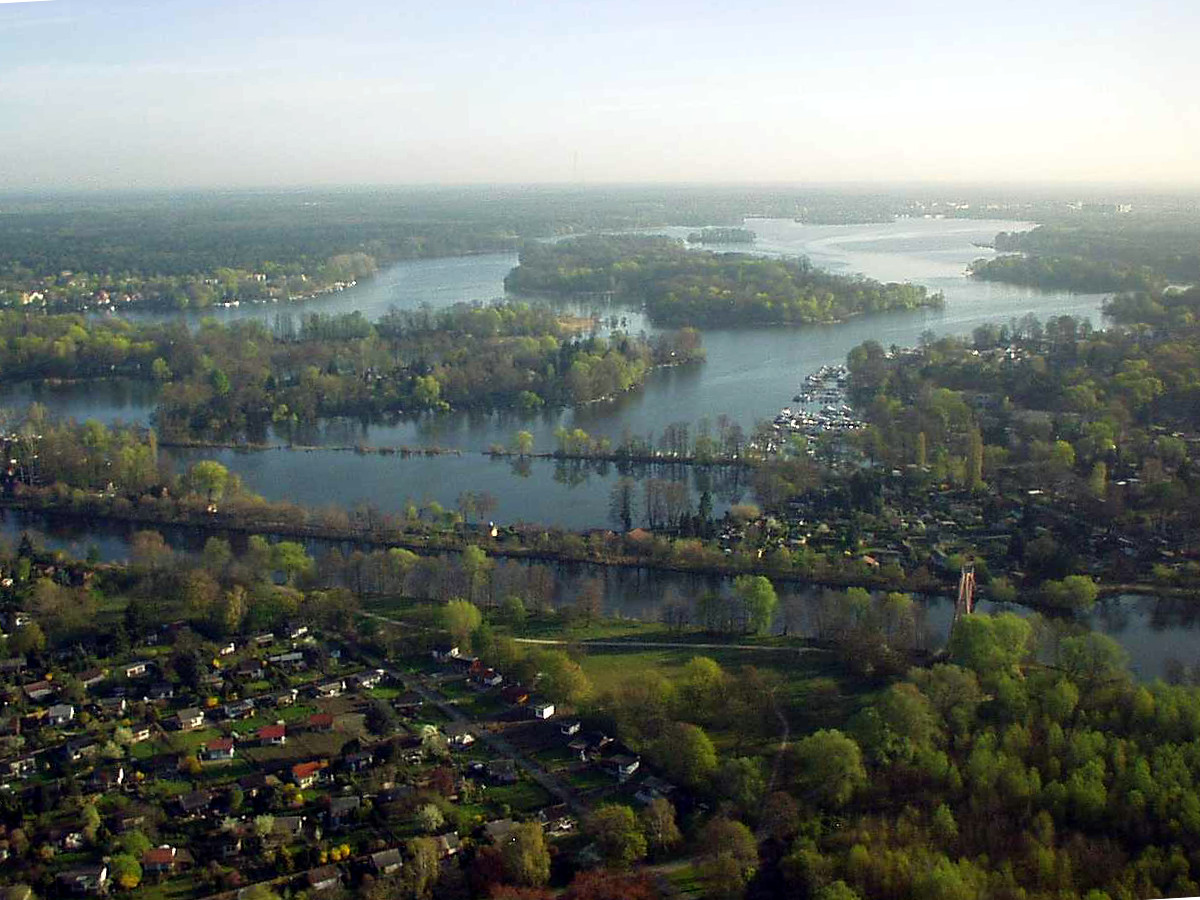
Tegeler See

Die Dicke Marie, eine Stieleiche im Tegeler Forst, gilt als ältester lebender Baum in Berlin. Ihr Alter wird auf 500–800 Jahre geschätzt. Ebenfalls im Tegeler Forst steht der höchste Baum auf Berliner Boden. Die sogenannte Burgsdorf-Lärche wurde 1795 gepflanzt und erreichte 2012 eine Höhe von 42,5 m. Die Humboldteiche im Schlosspark Tegel erreicht mit 7,75 m den größten Stammumfang eines in Berlin stehenden Baums.

### Gewässer
Die Teiche 2–18 sind Gewässer in Frohnau und liegen im Bereich der dortigen Binnendüne, aufgrund der runden Form werden sie auch die „Blauen Augen von Frohnau“ genannt. Auch in den anderen Ortsteilen finden sich runde und nahezu runde Teiche, teilweise sind Pfuhle in den feuchten Grünflächen eingebettet. Die Becken sind oft Regenrückhaltebecken (RHB) und daher nur zeitweise mit Wasser gefüllt.
| 01. Hubertussee (Lage) Frohnau 02. Pilzteich (Lage) 03. Scheringteich (Lage) 04. Neubrückerteich (Lage) 05. Mehringteich (Lage) 06. Ludwig-Lesser-Teich (Lage) 07. Neurandteich (Lage) 08. Nibelungenteich (Lage) 09. Eichenpfuhl (Lage) 10. Stolzingteich (Lage) 11. Laurinteich (Lage) 12. Amselteich (Lage) 13. Edelteich (a+b) (Lage und Lage) 14. Dammteich (Lage) 15. Fürstenteich (Lage) 16. Artuspfuhl (Lage) 17. Welfenteich (Lage) 18. Teich im Rosenanger (Lage) 19. Lindengrabenteich (Lage) Heiligensee 20. Ceciliengraben mit Teich (Lage) Hermsdorf 21. Waldsee (Lage) Hermsdorf 22. Sylvesterteich (Lage) Hermsdorf 23. Dominicusteich (Lage) Hermsdorf 24. Golzteich (Lage) Hermsdorf 25. Hohenfeldteich (Lage) Hermsdorf 26. Großer Torfstich(Lage) Hermsdorf 27. Sprintwiesenteich (Lage) Lübars 28. Rathenowbecken (Lage) und daneben Teich (Lage) Lübars | 28a Mäusewinkelbecken (Lage)Lübars 29. Rosenthalbecken (Lage) Lübars 30. Ziegeleisee (Lage), Lübars 31. Lehmgrubenteich (Lage) Lübars 32. Ehemalige Tongruben (Lage und Lage), Hermsdorf 33. Hermsdorfer See (Lage), Hermsdorf 34. Erlengrabenteich (Lage), Heiligensee 35. Ziegeleibecken (Lage), Waidmannslust 36. Langer Deichpfuhl (Lage) Hermsdorf 37. Mittelfeldteich (Lage) Heiligensee 38. Wernickepfuhl (Lage) Hermsdorf 39. Brandpfuhl (Lage) Hermsdorf 40. Gartenteich (Lage) Hermsdorf 41. Wickengartenteich (Lage) Hermsdorf 42. Wolfsteich (Lage) Hermsdorf 43. Albtal-Park Waidmannslust: Bräuningsbecken (Lage) Vierrutenteich (Lage) 44. Buchholzendenbecken (Lage /Lage) Waidmannslust 45. Klötzbecken (Lage) Lübars 46. Nieder Neuendorfer See (Havel Lage), Heiligensee 47. Birkholzbecken (Lage) Lübars 48. Mittelfeldbecken (Lage) Märkisches Viertel 49. Seggeluchbecken (Lage) Märkisches Viertel 50. Herrnholzbecken (Lage) Wittenau und dazu Becken (Packereigraben) (Lage) Waidmannslust | 51. Stubbichtbecken (Lage) Waidmannslust 52. Mühlenfeldteich (Lage) Waidmannslust xx. Becken am Treiberpfad (Lage) Waidmannslust xx. Teich (Treiberpfad) 3/5 (Lage) Waidmannslust 53. Bumpfuhl (Lage) Heiligensee 54. Heiligensee (Lage) Heiligensee 55. Mühlenteich (Lage) Tegel 56. Steinbergsee (Lage) Wittenau 57. Parkgrabenteich (Lage) Wittenau 58. Tegeler See (Lage) Tegel mit 59. Große (Lage) und kleine Malche (Lage) Borsighafen (Lage) sowie RHB Gaswerkhafen (Lage) 60. Achtrutenteich (Lage) Wittenau 61. Feldgrabenteich (Lage) Reinickendorf 62. Koldischteich (Lage) Wittenau 63. Flughafensee (Lage) Tegel mit Vorbecken (Lage) und Schwarzer-Graben-Kanalbecken (Lage) 64. Kiesteich am Flughafensee (Lage) Tegel 65. Kleiner Kiesteich am Flughafen (Lage) Tegel 66. Seidelbecken (Lage) Reinickendorf 67. RHB Lienemannbecken (Lage) Reinickendorf 68. Breitkopfbecken (Lage) Reinickendorf 69. Schwanenteich (Lage) Reinickendorf 70. Septimerbecken (Lage) Reinickendorf 71. Schäfersee (Lage) Reinickendorf |

### Ortsteile
Der Bezirk unterteilt sich in elf Ortsteile:

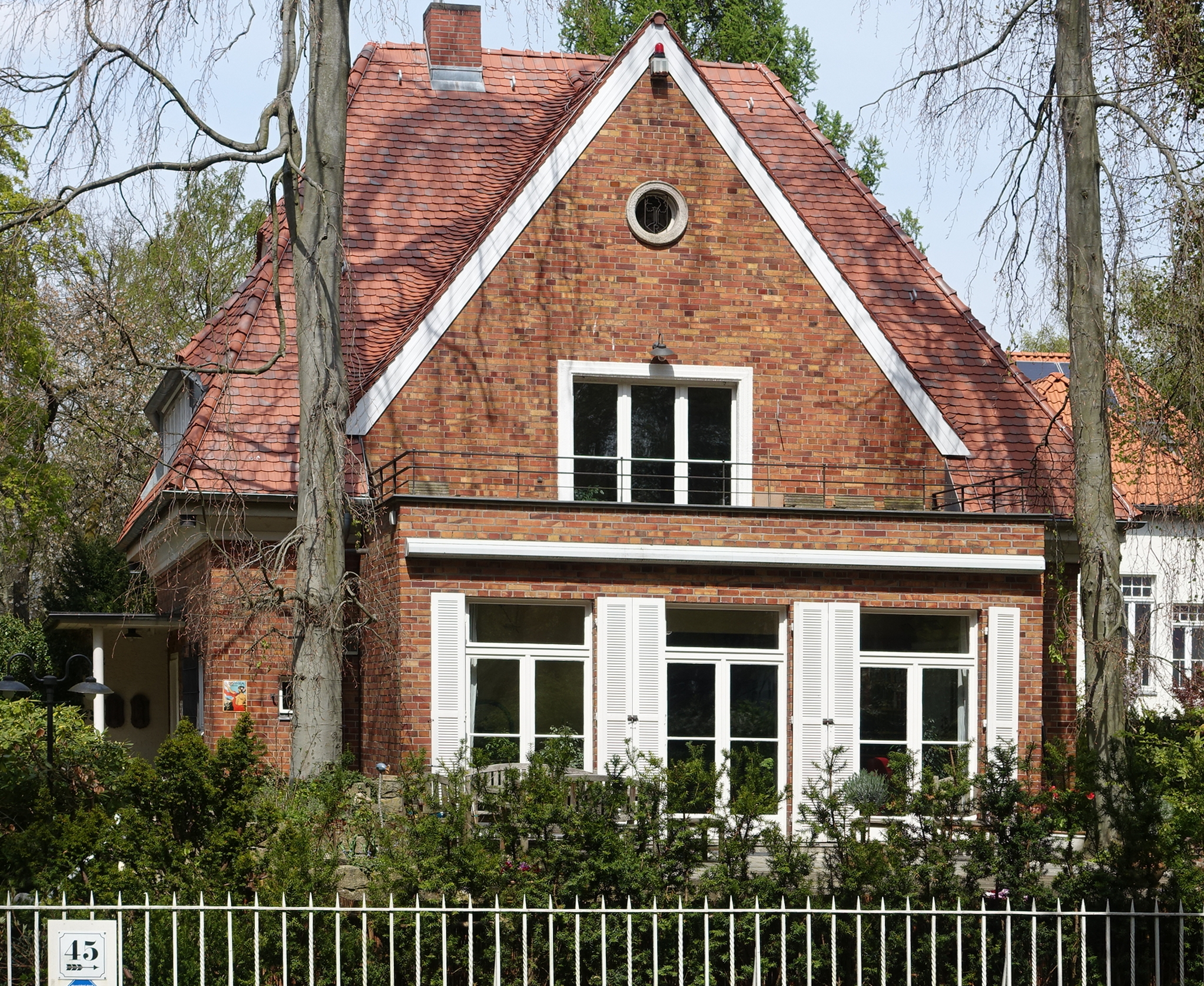
Einfamilienhaus in Frohnau

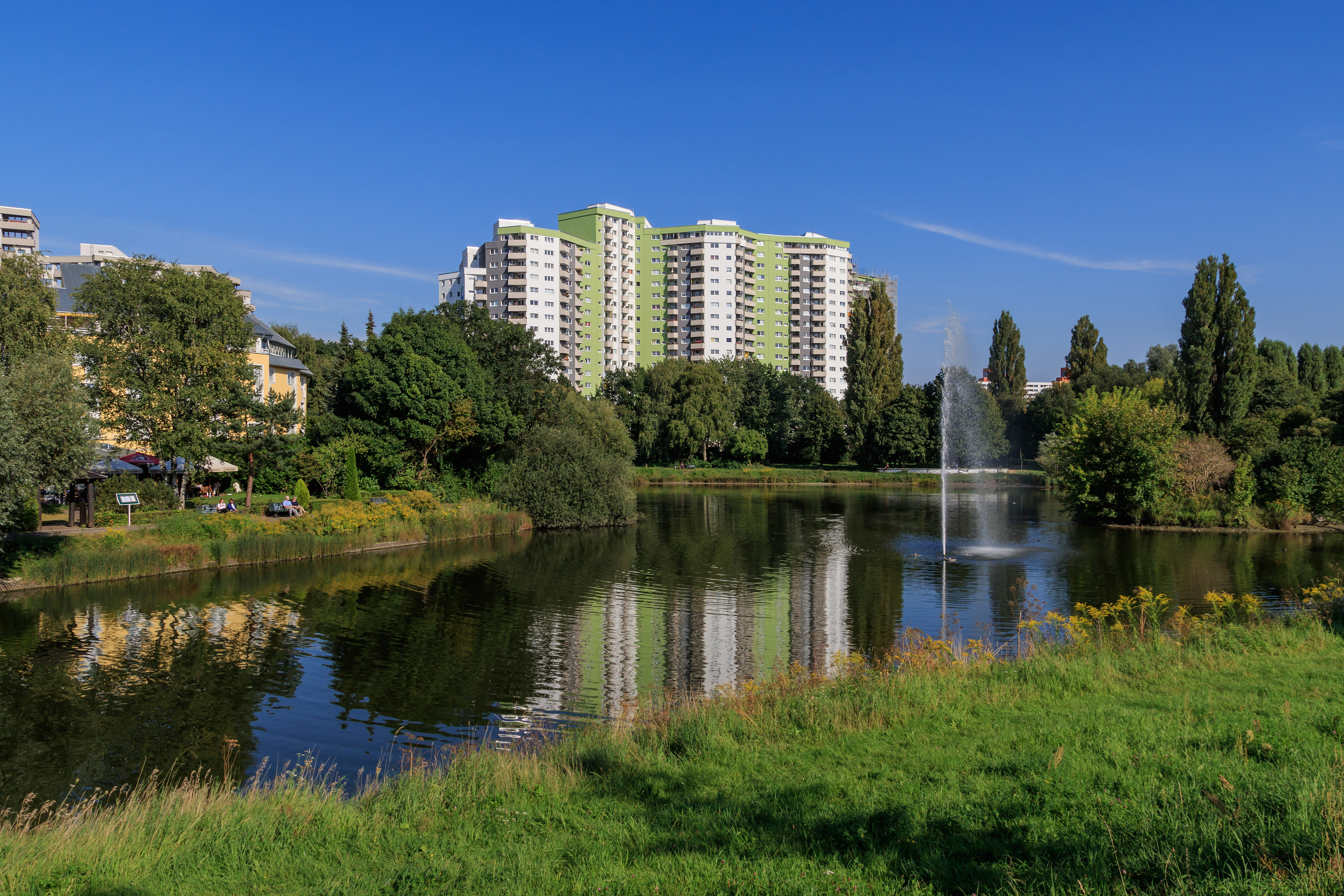
Großbausiedlung im Märkischen Viertel

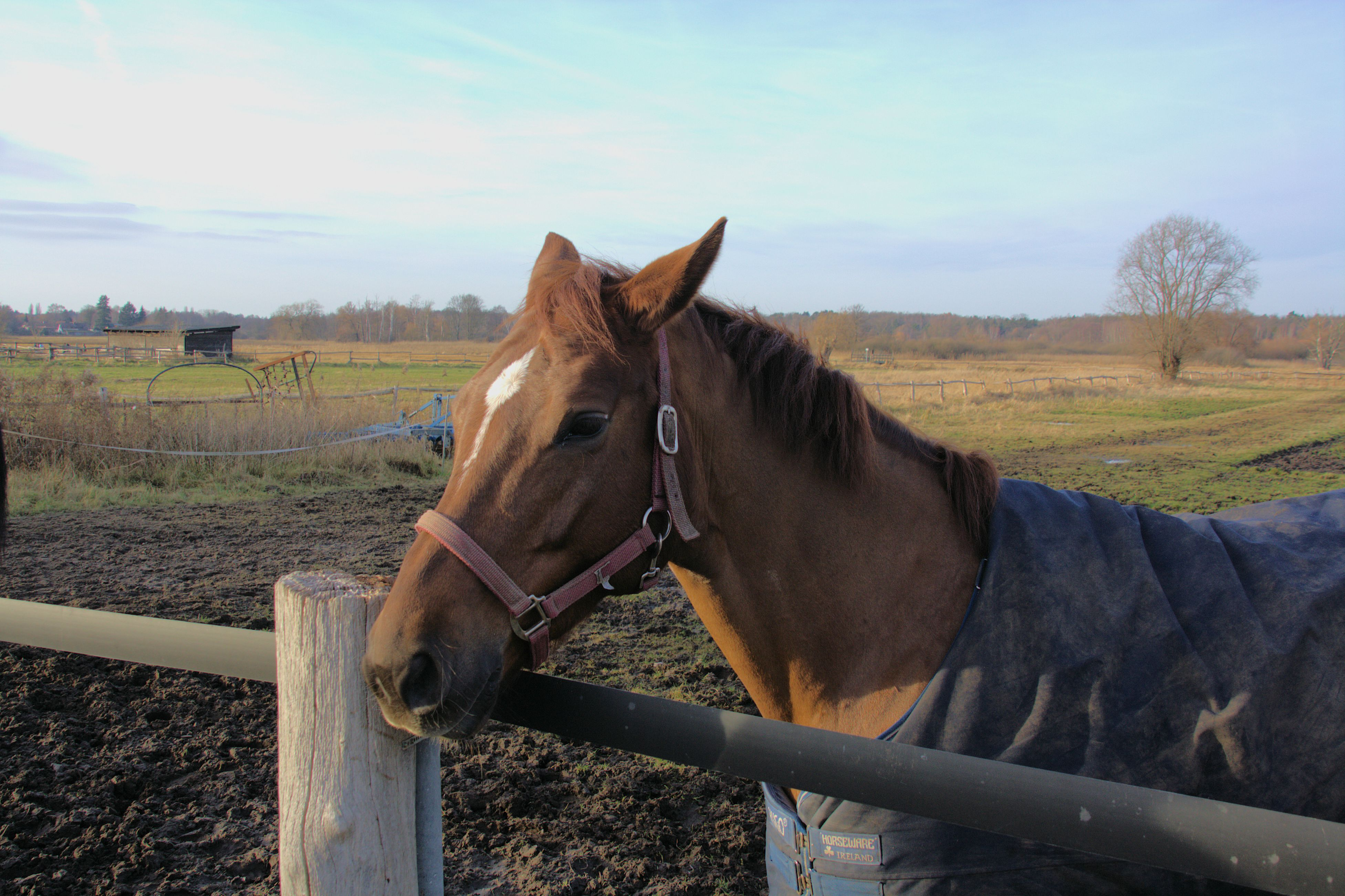
Reiterhof in Lübars

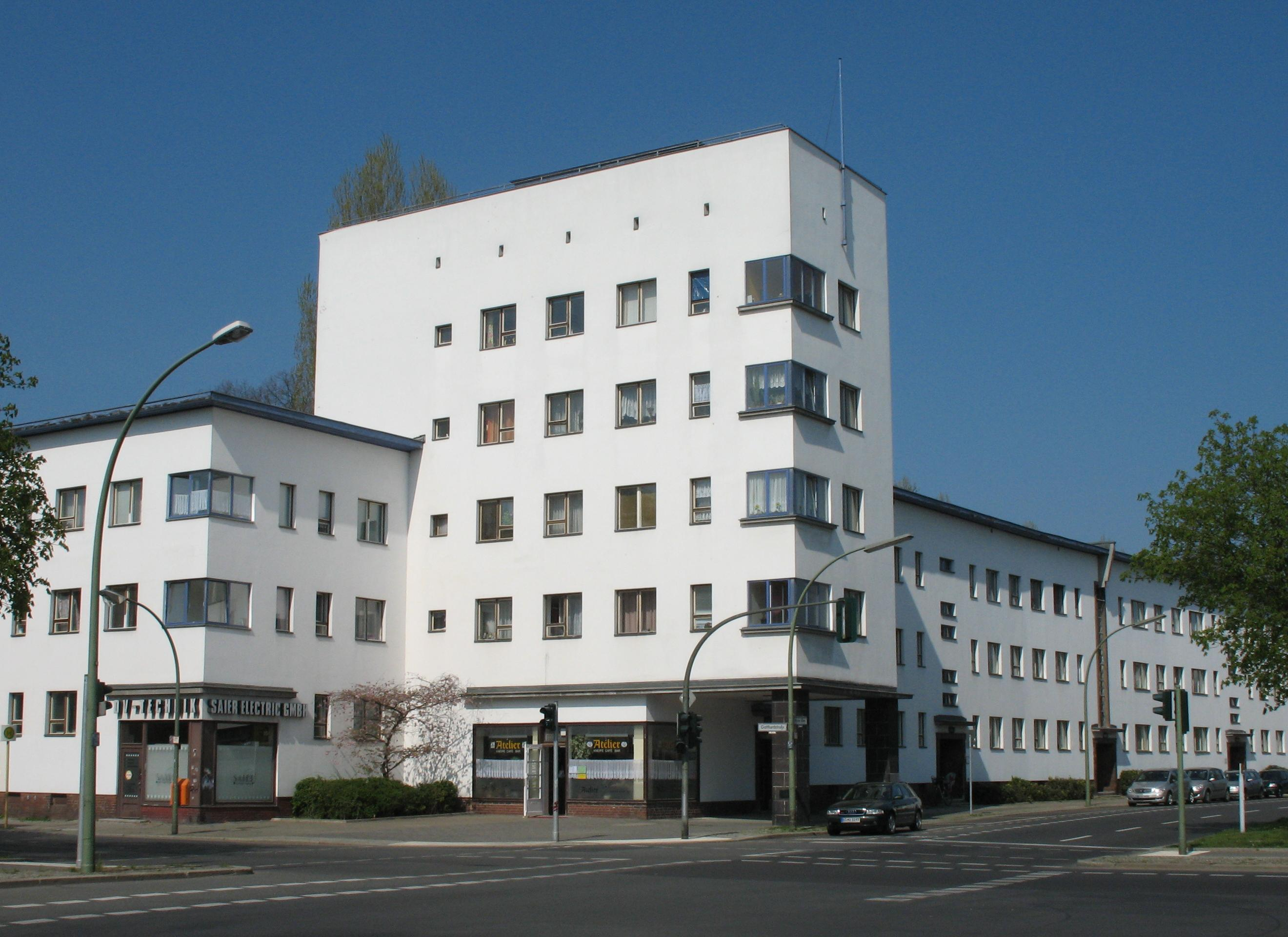
Weiße Stadt in Reinickendorf, UNESCO-Welterbe

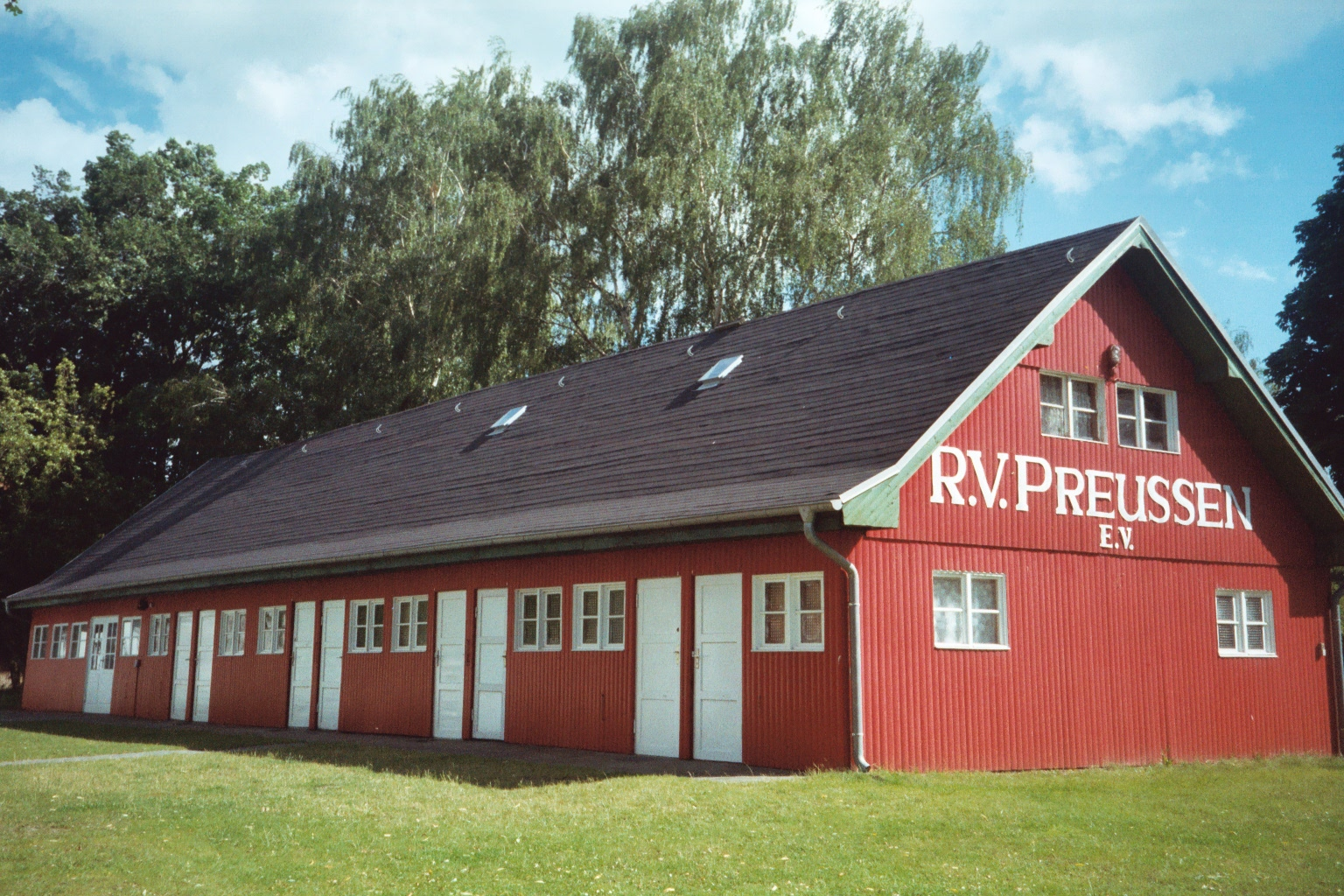
Bootshaus in Heiligensee

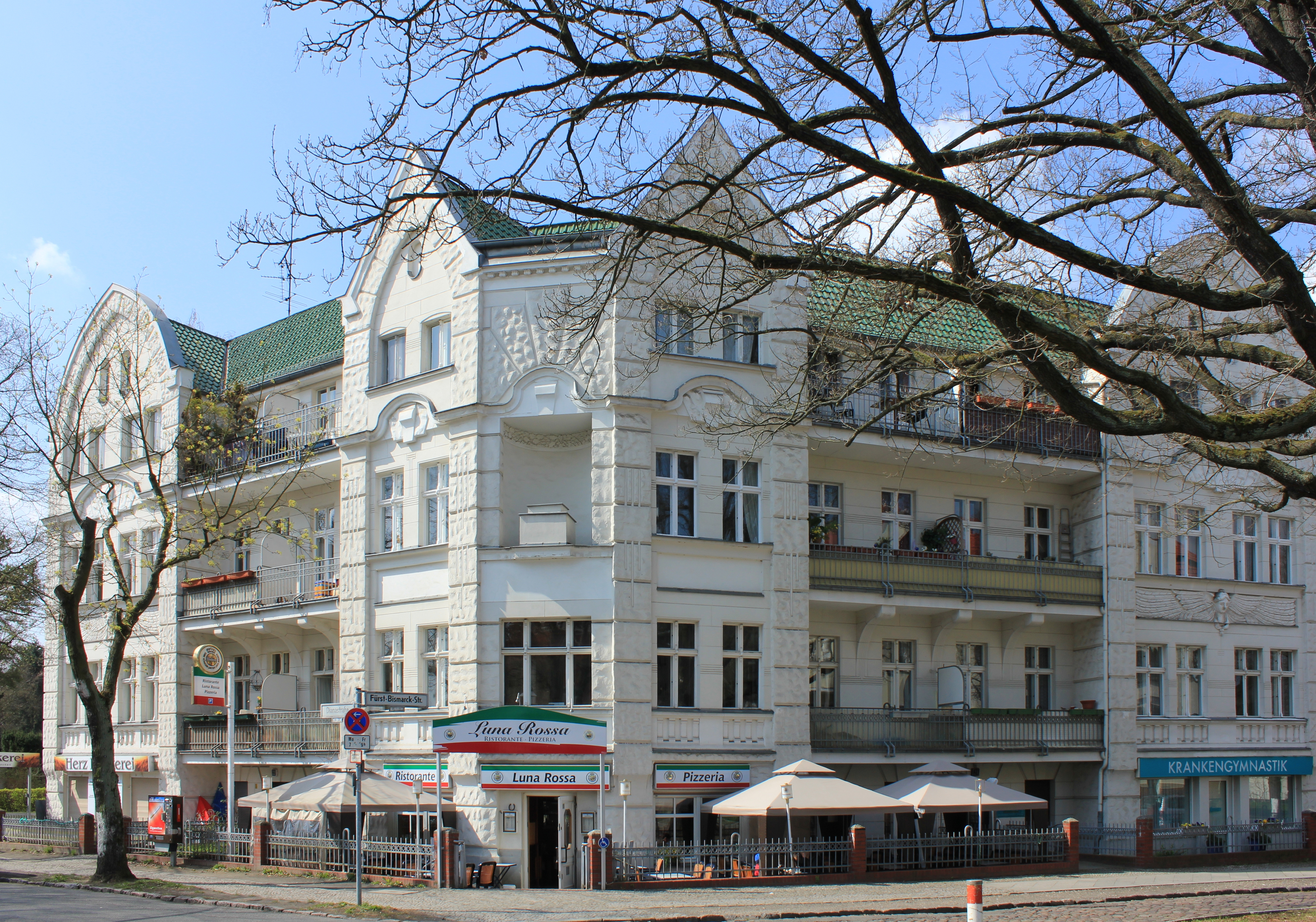
Mietshaus in Waidmannslust

| Ortsteil und Ortslagen                       | Fläche (km²) | Einwohner 31. Dezember 2024 | Einwohner pro km² | Lage                                |
| -------------------------------------------- | ------------ | --------------------------- | ----------------- | ----------------------------------- |
| 1201 Reinickendorf                           | 10,5         | 85.618                      | 8.154             | Ortsteile des Bezirks Reinickendorf |
| 1202 Tegel - Cité Guynemer - Cité Pasteur    | 33,7         | 41.277                      | 1.225             | Ortsteile des Bezirks Reinickendorf |
| 1203 Konradshöhe - Tegelort - Jörsfelde      | 2,2          | 6.113                       | 2.779             | Ortsteile des Bezirks Reinickendorf |
| 1204 Heiligensee - Schulzendorf - Sandhausen | 10,7         | 18.006                      | 1.683             | Ortsteile des Bezirks Reinickendorf |
| 1205 Frohnau                                 | 7,8          | 16.371                      | 2.099             | Ortsteile des Bezirks Reinickendorf |
| 1206 Hermsdorf                               | 6,1          | 16.607                      | 2.722             | Ortsteile des Bezirks Reinickendorf |
| 1207 Waidmannslust - Schwarzwald-Siedlung    | 2,3          | 11.408                      | 4.960             | Ortsteile des Bezirks Reinickendorf |
| 1208 Lübars                                  | 5,0          | 5.104                       | 1.021             | Ortsteile des Bezirks Reinickendorf |
| 1209 Wittenau - Cité Foch                    | 5,9          | 25.239                      | 4.278             | Ortsteile des Bezirks Reinickendorf |
| 1210 Märkisches Viertel                      | 3,2          | 41.254                      | 12.892            | Ortsteile des Bezirks Reinickendorf |
| 1211 Borsigwalde                             | 2,0          | 7.101                       | 3.551             | Ortsteile des Bezirks Reinickendorf |

## Geschichte

### 1920–1945

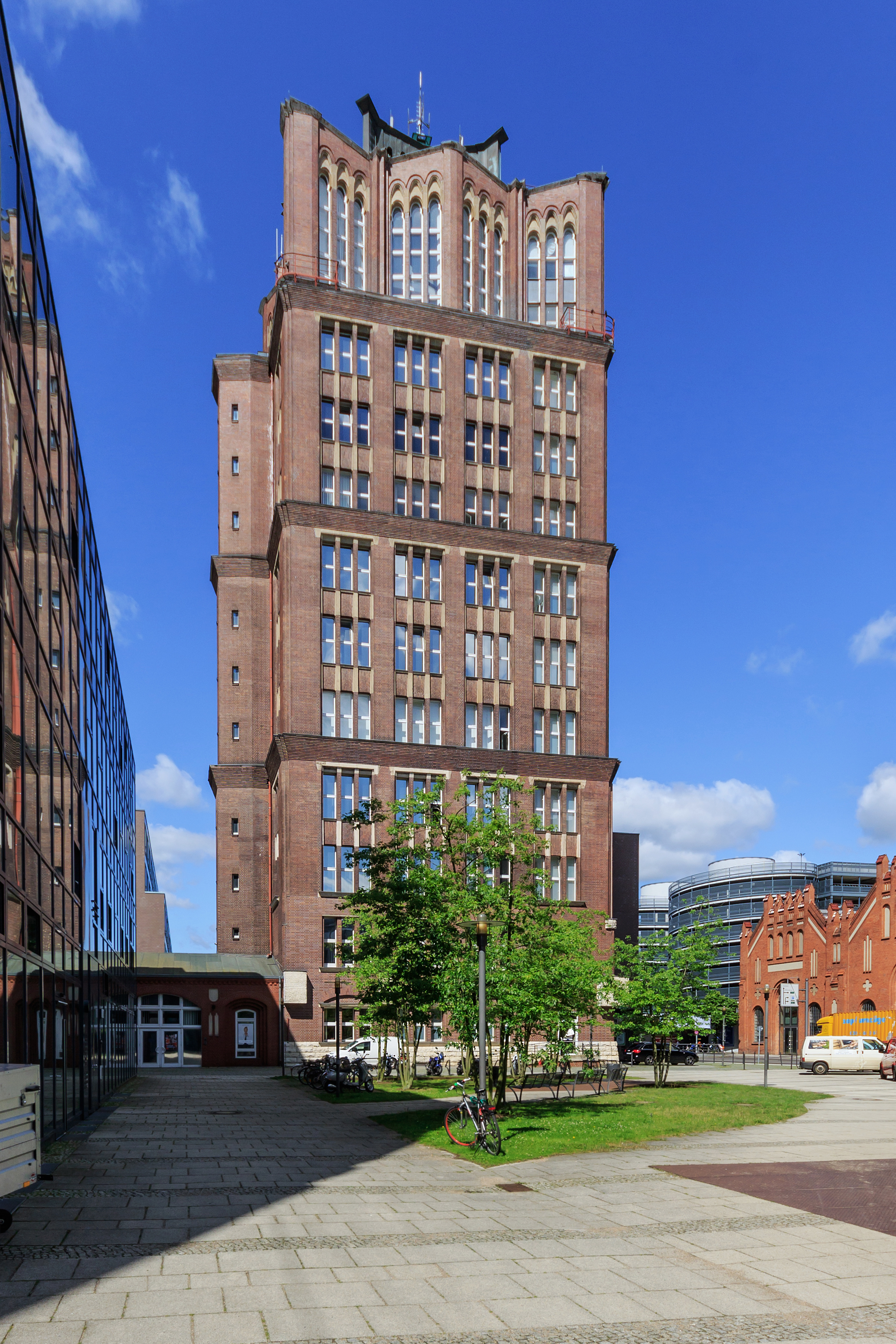
Borsigturm in Tegel, erbaut 1924

Im Rahmen der Bildung von Groß-Berlin im Jahr 1920 wurde aus den folgenden Gemeinden und Gutsbezirken des Kreises Niederbarnim der 20. Verwaltungsbezirk gebildet:
- Landgemeinde Reinickendorf (41.264 Einwohner, 1021 Hektar)
- Landgemeinde Tegel (20.590 Einwohner, 576 Hektar)
- Landgemeinde Wittenau (10.203 Einwohner, 892 Hektar)
- Landgemeinde Hermsdorf (7.664 Einwohner, 526 Hektar)
- Landgemeinde Rosenthal (westlicher Teil mit Wilhelmsruh, 4.433 Einwohner, 412 Hektar)
- Landgemeinde Lübars (4.239 Einwohner, 726 Hektar)
- Landgemeinde Heiligensee (2.045 Einwohner, 865 Hektar)
- Gutsbezirk Frohnau (1.190 Einwohner, 773 Hektar)
- Gutsbezirk Tegel-Schloß (727 Einwohner, 511 Hektar)
- Gutsbezirk Tegel-Forst-Nord (77 Einwohner, 1.535 Hektar)
- Gutsbezirk Jungfernheide (44 Einwohner, 837 Hektar)

Bei der Bezirksreform vom 1. April 1938 erhielt der Bezirk Reinickendorf vom Bezirk Charlottenburg den nördlich des Berlin-Spandauer Schifffahrtskanals gelegenen Teil der Jungfernheide. Gleichzeitig gab der Bezirk die Kolonie Wilhelmsruh an den Bezirk Pankow ab.

### 1945–1990
Der Bezirk Reinickendorf gehörte nach 1945 in der „Vier-Mächte-Stadt“ Berlin zum Französischen Sektor und damit zu West-Berlin. 1946 wurde erstmals wieder seit der Machtergreifung Hitlers im Jahr 1933 ein kommunales Parlament in Reinickendorf gewählt. Seit dieser Zeit sind auch Konradshöhe und Waidmannslust eigene Ortsteile.

### Seit 1990
Bei der Bezirksreform von 2001 blieb die äußere Abgrenzung des Bezirks Reinickendorf unverändert. Aus Teilen des Ortsteils Wittenau wurde 1999 der neue Ortsteil Märkisches Viertel und 2012 der neue Ortsteil Borsigwalde gebildet.
2022 wurde wegen hoher Flüchtlingszahlen aus der Ukraine ein Ankunftszentrum in den ehemaligen Terminals A und B des Flughafens Tegel eröffnet. In der Anlage wurden seither mehr als 100.000 Flüchtende erfasst. Rund 5000 Menschen bietet sie Unterkunft.

## Bevölkerung

### Überblick
Am 31. Dezember 2024 zählte der Bezirk Reinickendorf 260.300 Einwohner. Er hat nach dem Bezirk Spandau die zweitniedrigste Einwohnerzahl aller Berliner Bezirke.
Bedingt durch den Anteil von Wasser- und Waldflächen (Tegeler See und -Forst) an der Gesamtfläche von 89,5 km² in Verbindung mit der lockeren Bebauung vieler Ortsteile lag am Stichtag die durchschnittliche Bevölkerungsdichte bei 957 Einwohnern pro Quadratkilometer, was den drittniedrigsten Wert aller Berliner Bezirke darstellt.
| Jahr | Einwohner  |
| ---- | ---------- |
| 1925 | 105.467    |
| 1933 | 164.319    |
| 1939 | 200.531    |
| 1946 | 192.201    |
| 1950 | 205.930    |
| 1955 | 214.399    |
| 1961 | 215.892    |
| 1965 | 218.925    |
| 1970 | 243.762    |
| 1975 | 0240.536 1 |
| 1980 | 0234.399 1 |
| 1985 | 0228.971 1 |
| 1990 | 249.642    |
| 2000 | 245.644    |

| Jahr | Einwohner |
| ---- | --------- |
| 2001 | 246.507   |
| 2002 | 246.793   |
| 2003 | 246.577   |
| 2004 | 246.498   |
| 2005 | 245.122   |
| 2006 | 243.276   |
| 2007 | 242.150   |
| 2008 | 241.432   |
| 2009 | 241.203   |
| 2010 | 242.084   |

| Jahr | Einwohner |
| ---- | --------- |
| 2011 | 244.727   |
| 2012 | 247.887   |
| 2013 | 251.325   |
| 2014 | 254.000   |
| 2015 | 256.617   |
| 2016 | 261.919   |
| 2017 | 263.597   |
| 2018 | 264.826   |
| 2019 | 266.408   |
| 2020 | 266.123   |

| Jahr | Einwohner |
| ---- | --------- |
| 2021 | 265.772   |
| 2022 | 268.308   |
| 2023 | 268.792   |
| 2024 | 274.098   |

Die unten stehenden Einwohnerzahlen ab 1991 (Stand: jeweils am 31. Dezember) basieren, abweichend von der Bevölkerungsfortschreibung des Amtes für Statistik Berlin-Brandenburg, auf Daten des Einwohnermelderegisters des Berliner Landesamtes für Bürger- und Ordnungsangelegenheiten.

### Bevölkerungsstruktur
Die folgende Tabelle zeigt Angaben zur Struktur der Bevölkerung des Bezirks Reinickendorf am 31. Dezember 2024.
| Geschlecht      | Anzahl  | Anteil  |
| --------------- | ------- | ------- |
| männlich        | 135.775 | 049,5 % |
| weiblich        | 138.323 | 050,5 % |
| insgesamt       | 274.098 | 100,0 % |
|                 |         |         |
| Altersgruppen   |         |         |
| unter 20        | 052.073 | 019,0 % |
| 20 bis unter 40 | 071.181 | 026,0 % |
| 40 bis unter 65 | 088.403 | 032,2 % |
| ab 65           | 062.441 | 022,8 % |
| insgesamt       | 274.098 | 100,0 % |

| Herkunft                            | Anzahl  | Anteil  |
| ----------------------------------- | ------- | ------- |
| Deutsche ohne Migrationshintergrund | 160.426 | 058,5 % |
| Deutsche mit Migrationshintergrund  | 047.673 | 017,4 % |
| Ausländer                           | 065.999 | 024,1 % |
| insgesamt                           | 274.098 | 100,0 % |
|                                     |         |         |
| Wohnlagen                           |         |         |
| einfache Wohnlagen bzw. ohne Angabe | 148.623 | 054,2 % |
| mittlere Wohnlagen                  | 095.788 | 035,0 % |
| gute Wohnlagen                      | 029.687 | 010,8 % |
| insgesamt                           | 274.098 | 100,0 % |

| Religion            | Anzahl  | Anteil  |
| ------------------- | ------- | ------- |
| evangelisch         | 045.554 | 016,6 % |
| römisch-katholisch  | 022.723 | 008,3 % |
| sonstige bzw. keine | 205.821 | 075,1 % |
| insgesamt           | 274.098 | 100,0 % |

Das Durchschnittsalter im Bezirk lag am 31. Dezember 2024 bei 44,5 Jahren (Berliner Durchschnitt: 42,8 Jahre).

## Wirtschaft

### Unternehmen

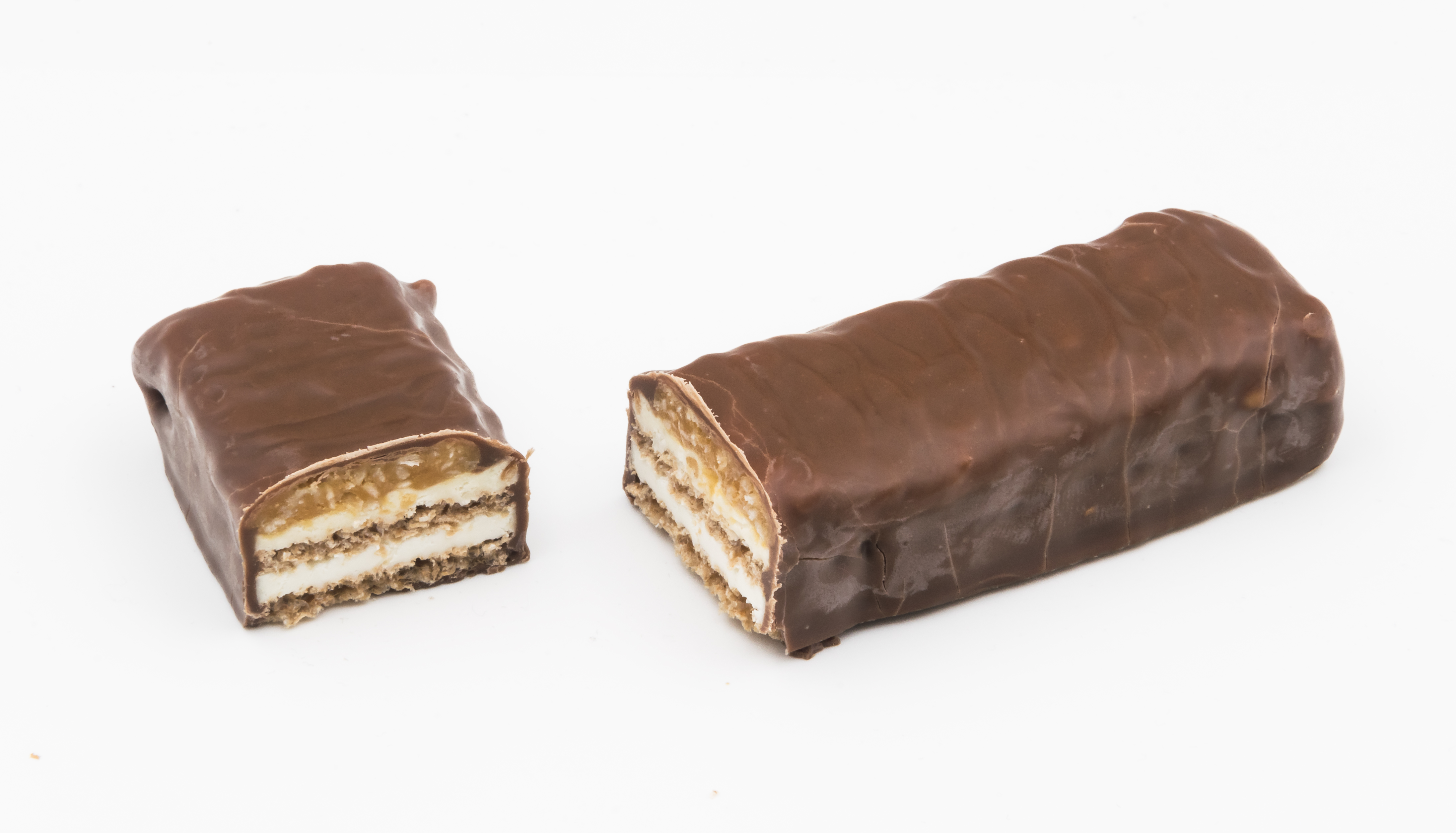
Schokoriegel der August Storck KG

Im Jahr 2013 waren im Bezirk Reinickendorf 9168 Unternehmen registriert. Die Branche des verarbeitenden Gewerbes ist besonders stark vertreten. Zu den größten Arbeitgebern (Stand: 2020) im Bezirk gehören unter anderem
- August Storck, Süßwaren, Firmensitz
- RENAFAN GmbH, Pflegedienstleistungen, Firmensitz
- Vivantes Netzwerk für Gesundheit GmbH, Deutschlands größter kommunaler Klinik-Konzern, Firmensitz
- Staatliche Münze Berlin, Firmensitz
- Borsig, Maschinen- und Anlagenbau, Tochterunternehmen der KNM Group
- Freiberger Lebensmittel GmbH & Co. Produktions- und Vertriebs KG, Tochterfirma der Südzucker AG
- G-Elit Präzisionswerkzeug GmbH, Tochterunternehmen der Gühring-Gruppe
- Piepenbrock Service GmbH + Co. KG, Dienstleistungen, Berlin Dependance
- Meisterbäckerei Steinecke, Produktionsstätte
- OTIS GmbH & Co. OHG, Deutschlandsitz
- Limbach Gruppe, Laboratoriumsmedizin

### Handwerk
Im Jahr 2012 waren von den 30.862 in Berlin ansässigen Handwerksbetrieben insgesamt 2.279 in Reinickendorf gemeldet.

## Verkehr

### Individualverkehr
Die Autobahn A 111 (mit Anschluss an die A 10) und die A 100 sowie die Bundesstraße B 96 führen durch den Bezirk Reinickendorf.

### Öffentlicher Personennahverkehr

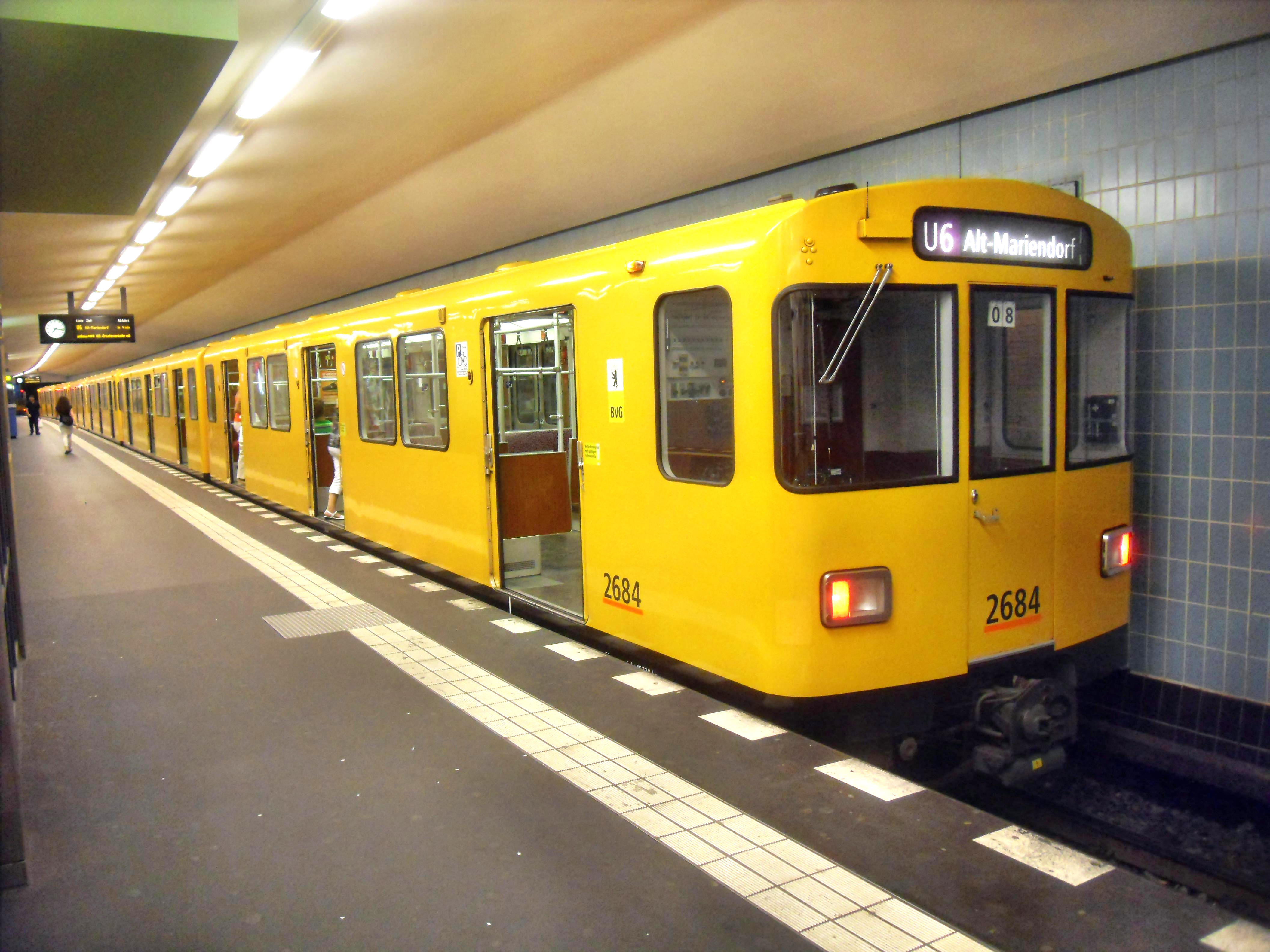
Zug im U-Bahnhof Alt-Tegel

Dank der schrittweise in den Norden Berlins verlängerten U-Bahn-Linien U6 und U8 sowie der S-Bahn-Linien S1, S25 und S26 verfügt der Bezirk über eine flächenwirksame Erschließung mit leistungsfähigen Stadtschnellbahnen. Kurioserweise und abweichend davon wird das Märkische Viertel, das als hochverdichtete Großwohnsiedlung ein großes ÖPNV-Nachfragepotential aufweist, bis heute nur mit Bussen erschlossen. Wichtige Bus-Bahn-Verknüpfungspunkte sind der U-Bahnhof Alt-Tegel sowie der S- und U-Bahnhof Wittenau, beide nachts mit gesicherten Anschlüssen zwischen den Linien. Straßenbahnen existieren nicht mehr.

### Luftverkehr
Der ehemalige Flughafen Tegel befindet sich im Südwesten des Bezirks im gleichnamigen Ortsteil. Im Zuge der Eröffnung des Flughafens Berlin Brandenburg (BER) wurde der Flughafen Tegel am 8. November 2020 außer Betrieb genommen und bis Mai 2021 in Bereitschaft gehalten.

## Politik

### Bezirksverordnetenversammlung
Die Wahl zur Bezirksverordnetenversammlung (BVV) des Bezirks Reinickendorf am 12. Februar 2023 führte zu folgendem Ergebnis:
| Wahl zur Bezirksverordnetenversammlung Reinickendorf 2023Wahlbeteiligung: 57,3 % 50403020100 40,521,512,69,94,36,9 CDUSPDGrüneAfDFDPLinkeSonst.Gewinne und Verlusteim Vergleich zu 2021 %p 12 10 8 6 4 2 0 −2 −4+11,5−2,3−1,7+0,4−3,0−0,9−4,0CDUSPDGrüneAfDFDPLinkeSonst. | Sitzverteilung (Stand: 2025)Insgesamt 55 Sitze - CDU: 25 - SPD: 13 - Grüne: 7 - AfD: 5 - FDP: 2 - Linke: 1 - Sonst.: 2 |

Aus der ersten Wahl zur Bezirksverordnetenversammlung (BVV) im Jahr 1946 ging die SPD als Wahlsieger mit der absoluten Mehrheit hervor. Ihren Höhepunkt erreichte sie bei der Wahl 1948 mit einem Wahlergebnis von 67,9 % der Stimmen – das höchste Wahlergebnis einer Partei in Reinickendorf seither. Die Mehrheit als stärkste Fraktion konnte sie sich durchgehend bis zur Wahl 1981 in der BVV erhalten. Die Reinickendorfer CDU schaffte es dann 1981, sich die Mehrheit im Bezirksparlament zu sichern, 1985 und 1999 sogar die absolute Mehrheit.
2011 bildeten CDU und Bündnis 90/Die Grünen, 2016 CDU und SPD eine Zählgemeinschaft in der BVV. Seit der Wahl 2021 besteht eine Zählgemeinschaft aus SPD, Bündnis 90/Die Grünen und FDP.
Im Jahr 2023 trat eine Bezirksverordnete der Linken aus ihrer Partei aus und ist seitdem fraktionslos.

### Bezirksbürgermeister
- 1921–1933: Karl Reichhelm (DDP)
- 1933–1945: Walter Pauls (NSDAP)
- 1945–1946: Erich Böhm (KPD)
- 1946–1960: Adolf Dünnebacke (SPD)
- 1960–1970: Heinz Gutsche (SPD)
- 1970–1981: Herbert Grigers (SPD)
- 1981–1983: Günter Birghan (CDU)
- 1983–1989: Detlef Orwat (CDU)
- 1989–1995: Detlef Dzembritzki (SPD)
- 1995–2009: Marlies Wanjura (CDU)
- 2009–2021: Frank Balzer (CDU)
- 2021–2023: Uwe Brockhausen (SPD)
- seit 2023:00Emine Demirbüken-Wegner (CDU)

Der Bezirk Reinickendorf ist auf Landesebene im Rat der Bürgermeister und in der AG Ressourcensteuerung vertreten.

### Bezirksamt

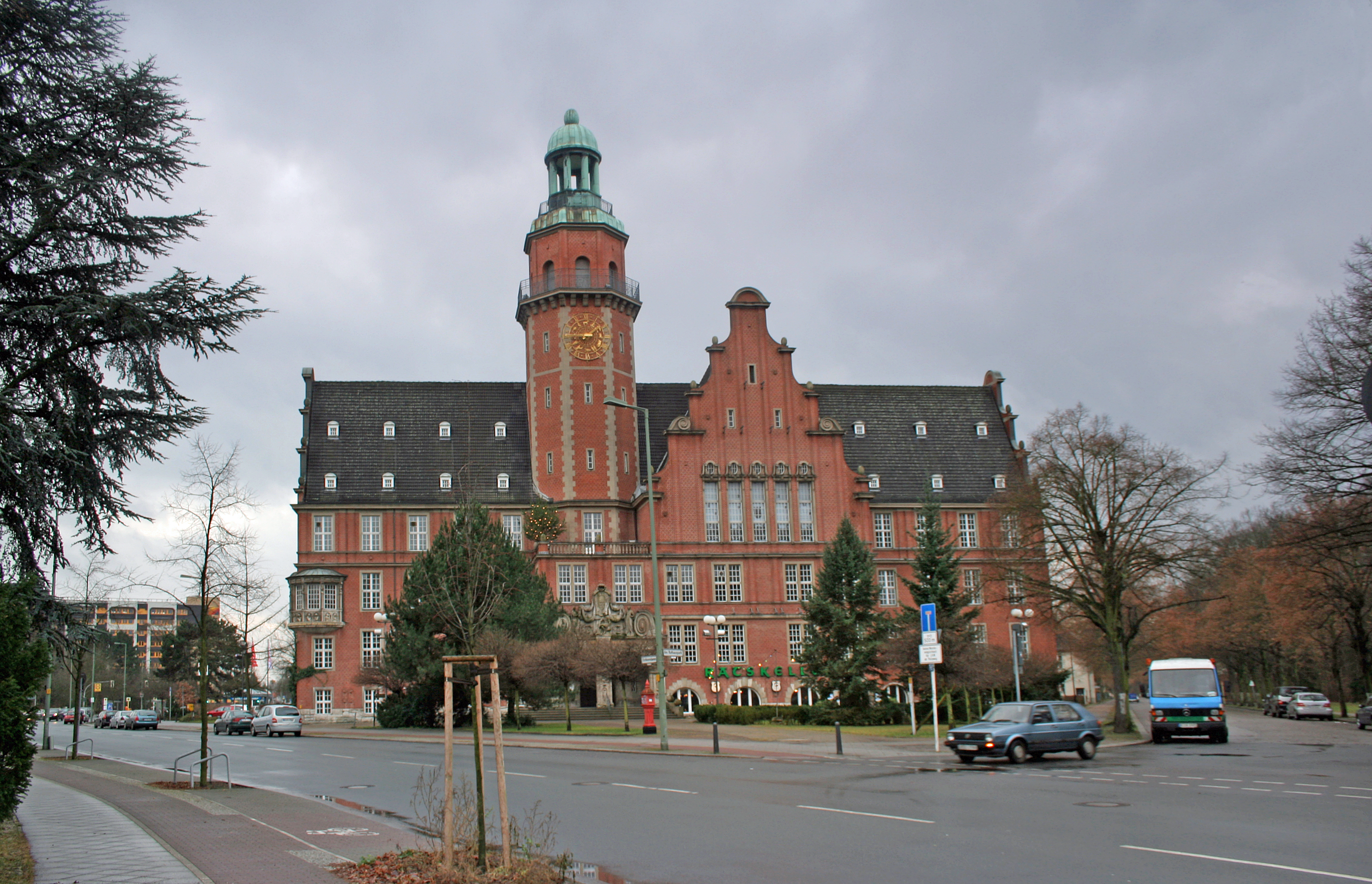
Rathaus Reinickendorf

Mitglieder des Bezirksamtes sind (Stand: 2025):
|                         | Partei                | Funktion                               | Geschäftsbereich                               |
| ----------------------- | --------------------- | -------------------------------------- | ---------------------------------------------- |
| Emine Demirbüken-Wegner | CDU                   | Bezirksbürgermeisterin                 | Finanzen, Personal und Bürgerdienste           |
| Uwe Brockhausen         | SPD                   | Stellvertretender Bezirksbürgermeister | Soziales und Gesundheit                        |
| Korinna Stephan         | Bündnis 90/Die Grünen | Bezirksstadträtin                      | Stadtentwicklung                               |
| Harald Muschner         | CDU                   | Bezirksstadtrat                        | Bildung, Sport, Kultur und Facility Management |
| Alexander Ewers         | SPD                   | Bezirksstadtrat                        | Jugend und Familie                             |
| Julia Schrod-Thiel      | CDU                   | Bezirksstadträtin                      | Ordnung, Umwelt und Verkehr                    |

Für das allgemeine Zivilrecht des Bezirks Reinickendorf ist das Amtsgericht Wedding zuständig.

### Wappen
Das heutige Wappen des Bezirks Reinickendorf wurde vom Senat von Berlin am 28. November 1955 verliehen.
Wappenbeschreibung: In schwarzem Schild ein goldener Schrägbalken, belegt mit einem laufenden roten Fuchs und begleitet von sechs (3 : 3) goldenen Ähren. Auf dem Schild ruht eine rote dreitürmige Mauerkrone, deren mittlerer Turm mit einem kleinen Berliner Wappenschild belegt ist.
Wappenbegründung: Das Motiv des „Reineke Fuchs“ als redendes Wappen, wurde aus dem Wappen Reinickendorfs übernommen. Die goldenen Ähren symbolisieren zum einen die landwirtschaftliche Prägung der ehemaligen selbstständigen Gemeinden des Bezirkes. Zum anderen symbolisieren sie in ihrer Anzahl die sechs eingemeindeten Gemeinden: Heiligensee, Hermsdorf, Lübars, Reinickendorf, Tegel, Wittenau.

### Partnerschaften
Städtepartnerschaften International
 Antony, Frankreich, seit 1966

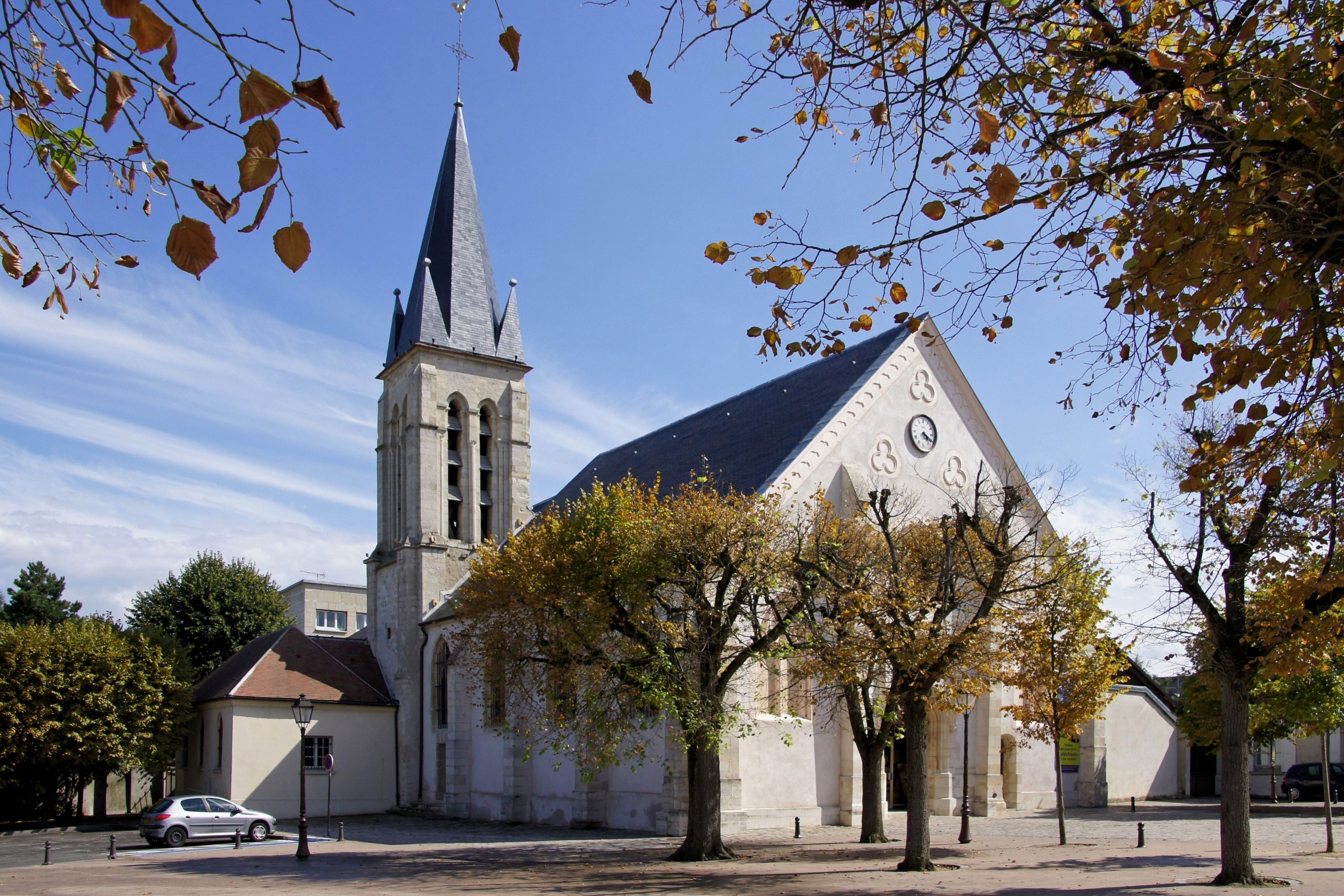
Antony in Frankreich ist seit 1966 Partnerstadt von Reinickendorf

 Royal Borough of Greenwich, England, seit 1966
 Kiryat Ata, Israel, seit 1976
Städtepartnerschaften National
- Bad Steben, Bayern, seit 1988
- Vogelsbergkreis, Hessen, seit 1964
- Lauterbach (Hessen), Vogelsbergkreis, seit 1966
- Melle, Niedersachsen, seit 1988
- Blomberg, Nordrhein-Westfalen, seit 1990

Freundschaftliche Kontakte
Über die Städtepartnerschaften hinaus pflegt Reinickendorf freundschaftliche Kontakte mit Breslau, Burkina Faso, Dénia, Katalonien, Kiew, Meseritz, Minsk, Orkney, Sankt Petersburg, Sulęcin (deutsch: Zielenzig), Templewo, Washington, D.C., Wolgograd, Woltschja Gora, Lichtenfels (Bayern), dem Landkreis Oberhavel (Brandenburg), dem Landkreis Schmalkalden-Meiningen (Thüringen) und Zeltingen-Rachtig (Rheinland-Pfalz).

### Polizei und Militär
Die Direktion 1 der Berliner Polizei ist für die Bezirke Reinickendorf und Pankow zuständig. Am Flughafen Tegel übernimmt die Bundespolizei Aufgaben des Grenzschutzes und der Luftsicherheit.
Hubschrauber der Flugbereitschaft des Bundesministeriums der Verteidigung sind auf dem militärischen Teil des Flughafens in Tegel stationiert und werden dort bis voraussichtlich 2029 verbleiben.

## Bildung

### Schulen

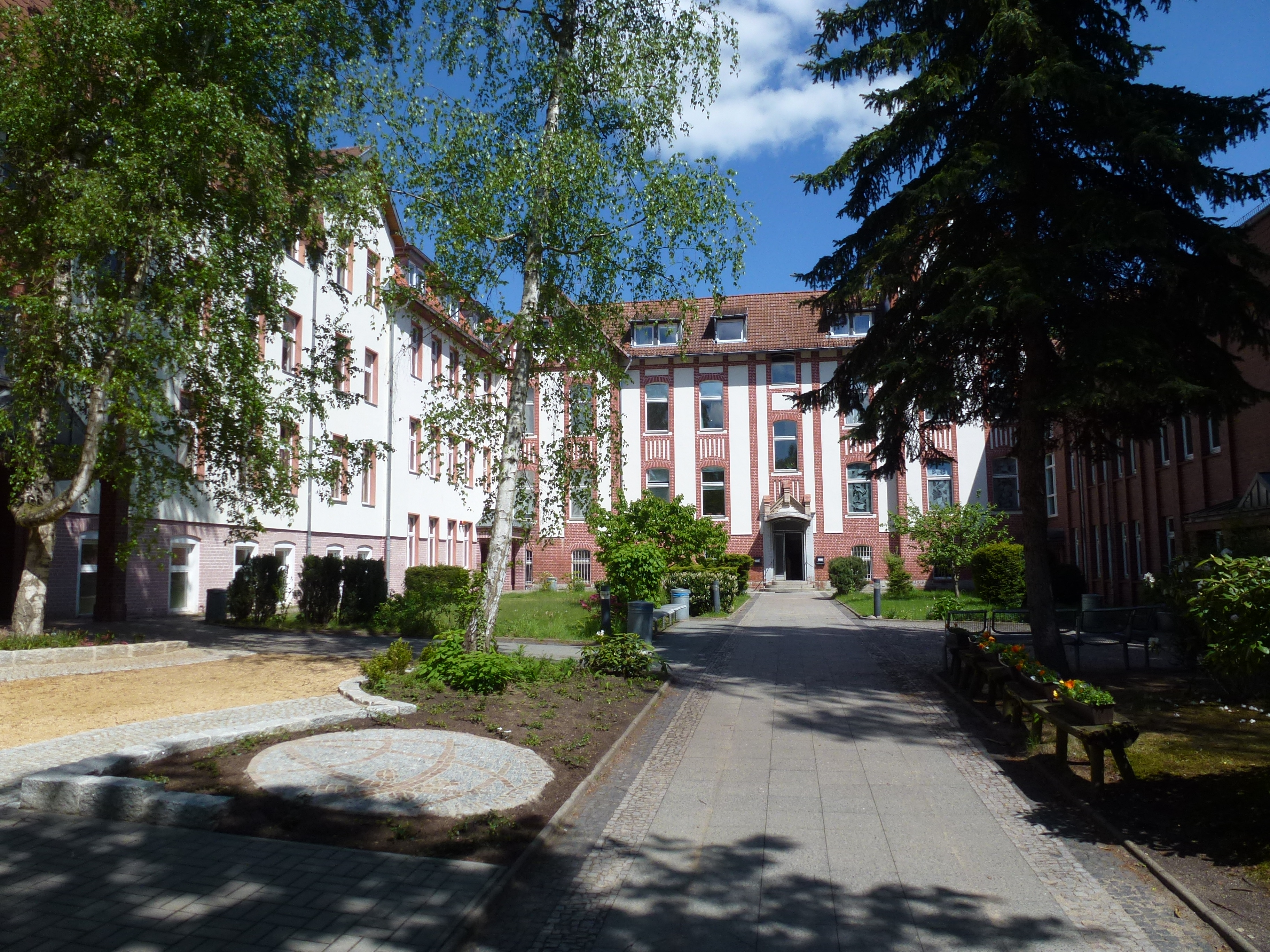
Katholische Schule Salvator, Waidmannslust

Im Schuljahr 2019/20 gab es in Reinickendorf 70 allgemeinbildende Schulen.
(Auswahl)
- Schulfarm Insel Scharfenberg
- Humboldt-Gymnasium
- Friedrich-Engels-Gymnasium
- Gabriele-von-Bülow-Gymnasium
- Europäisches Gymnasium Bertha von Suttner
- Katholische Schule Salvator
- Max-Beckmann-Oberschule
- Bettina-von-Arnim-Schule
- Romain-Rolland-Gymnasium

### Hochschule
- German University in Cairo – Berlin Campus

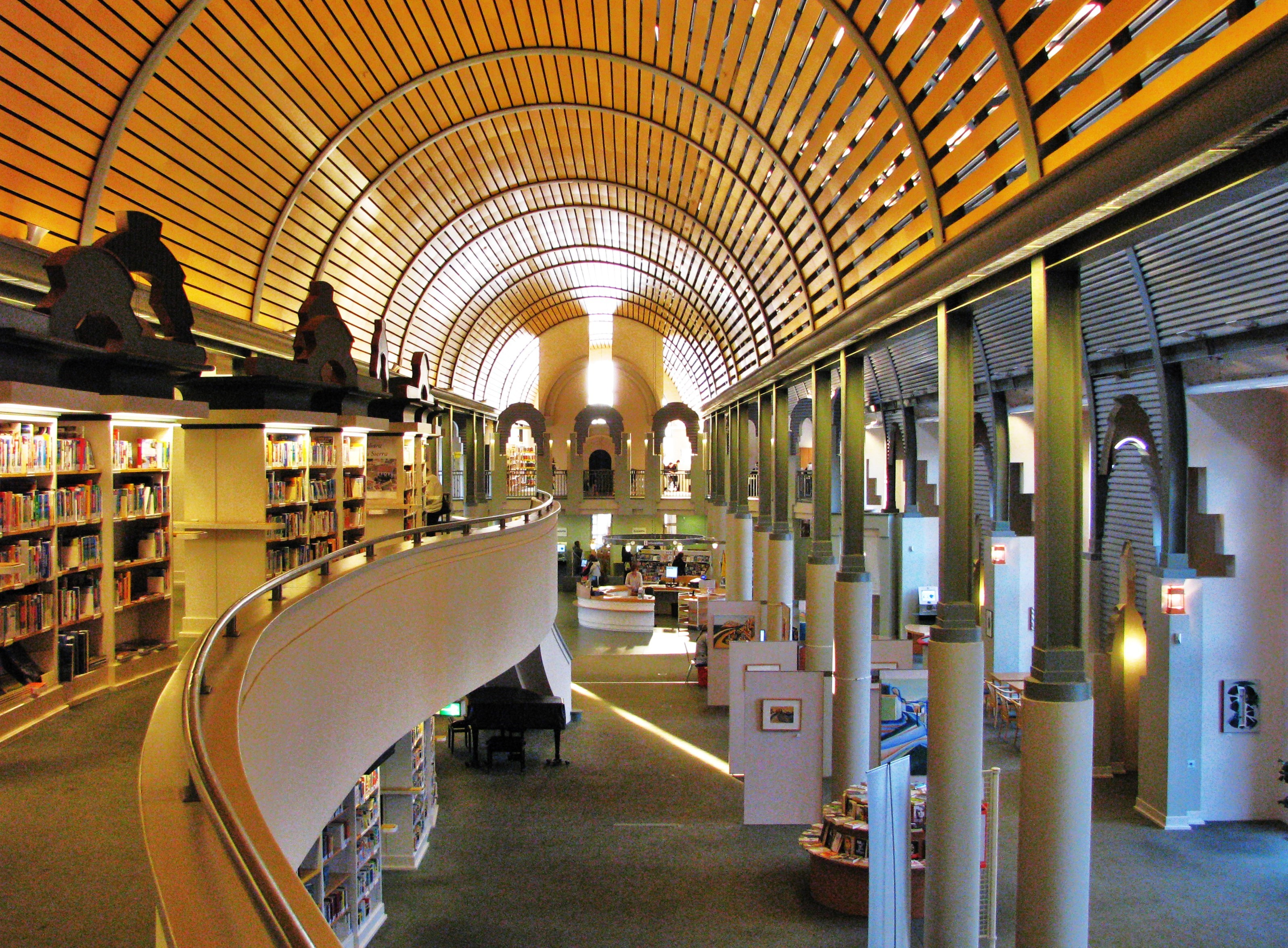
Humboldt-Bibliothek

### Bibliotheken
Der Bezirk verfügt im Bibliothekssystem Stadtbibliothek Reinickendorf über fünf öffentliche Bibliotheken. Im Jahr 2012 verzeichnete die Stadtbibliothek Reinickendorf etwa 1,5 Millionen Entleihungen bei einem Bestand von rund 300.000 Medien.
- Humboldt-Bibliothek
- Bibliothek im Märkischen Viertel
- Bibliothek am Schäfersee
- Stadtteilbibliothek Reinickendorf-West
- Stadtteilbibliothek Frohnau

## Kultur

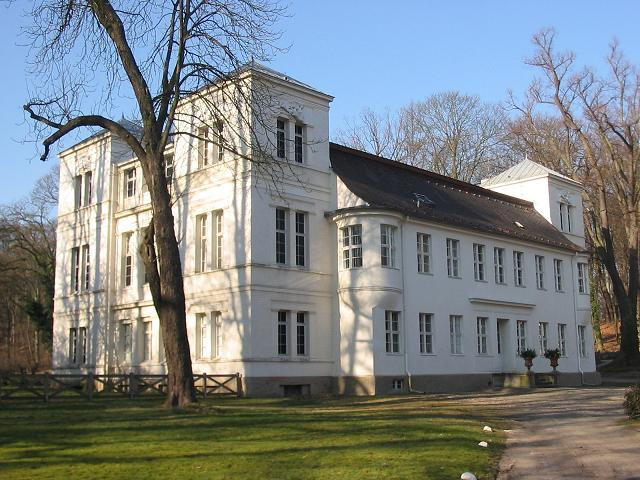
Schloss Tegel

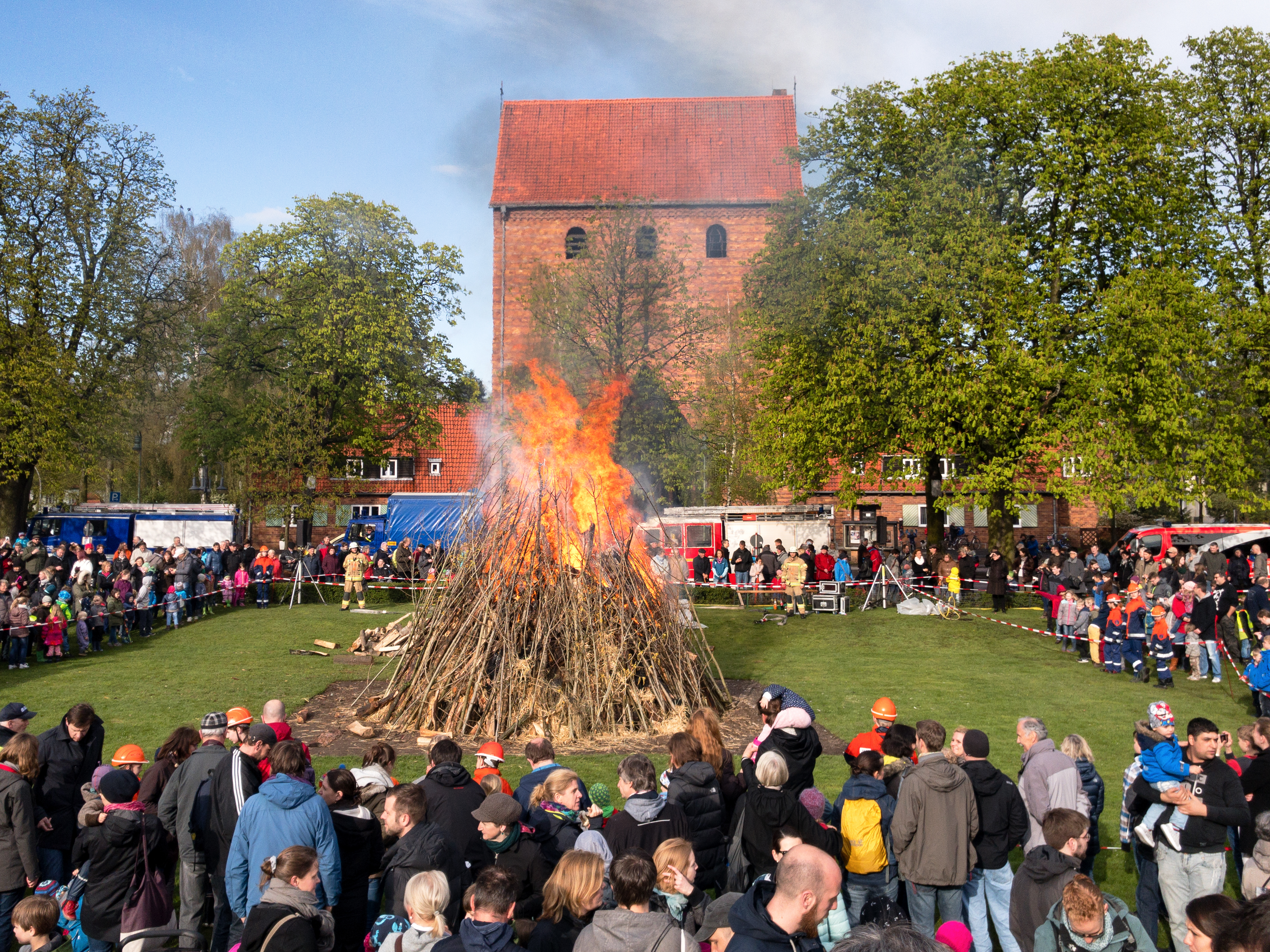
Osterfeuer in Frohnau

### Bauwerke
- Schloss Tegel
- Das Buddhistische Haus in Frohnau
- Bauernhof Großkopf
- Segenskirche
- Weiße Stadt, Teil der Siedlungen der Berliner Moderne und seit 2008 UNESCO-Weltkulturerbe
- Kleine Lettekolonie
- Adria Konserven- und Dörrgemüsefabrik
- Museum Reinickendorf

### Feste und Feiern
- Schlagerolymp in Lübars
- Tegeler Hafenfest auf der Greenwichpromenade in Tegel
- Osterfeuer in Frohnau[24]

### Sport

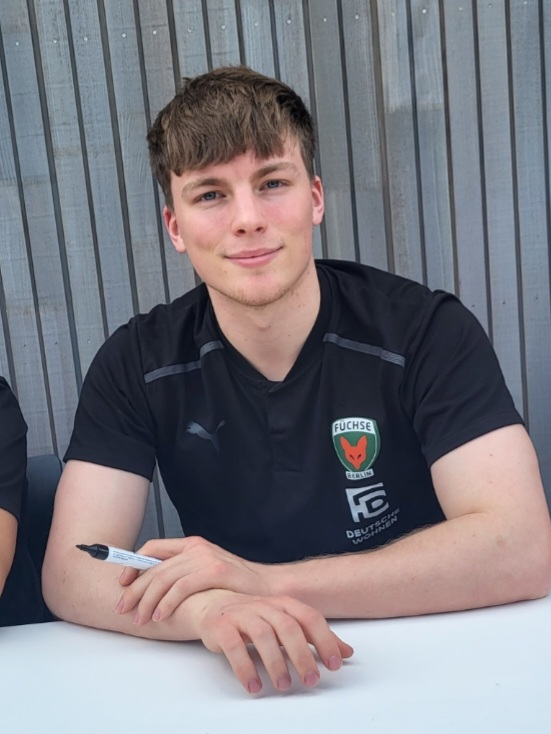
U21 Handball-Nationalspieler von den Füchsen Berlin

Im Bezirk sind etwa 200 Sportvereine ansässig, darunter auch Vereine des Spitzensports. Aus den Füchsen Berlin Reinickendorf ist der Profiklub Füchse Berlin hervorgegangen. Gegenwärtig spielt er in der Handball-Bundesliga. Die Berlin Flamingos sind in der 2. Baseball-Bundesliga vertreten (Stand: 2025). Aus dem Ruder-Club Tegel 1886 und dem Leichtathletikverein LG Nord Berlin sind einige Europa- und Weltmeister hervorgegangen. Aus dem Wassersportclub Blau Weiß Tegel sind einige Deutsche Meister im Kanu-Rennsport hervorgegangen.
Auf dem Gebiet des Breitensports sind die Reitsport- und Wassersportvereine bezirkstypisch. Im nördlich gelegenen Ortsteil Lübars befindet sich eine Vielzahl von Reiterhöfen. Reiten als Freizeitaktivität, Springreiten und Dressurreiten haben hier eine lange Tradition. Auch Turnierveranstaltungen im Reitsport werden in Lübars abgehalten.
Reinickendorf zählt mit seinen vielen Wassergebieten zu den beliebten Zielen für Angler. Zahlreiche Anglervereine sind im Bezirk vertreten.
Im Bezirk gab es im Jahr 2016 außerdem mindestens 14 Fitnessstudios. Muskelaufbauprogramme, Ausdauertrainings, aber auch Aerobic- und Pilates-Kurse werden dort angeboten.

### Sonstiges
In Reinickendorf leben im Bezirksvergleich die meisten Berliner Hunde je Einwohner. Auf 1000 Bewohner kamen im Jahr 2018 rund 41 Hunde. Zu den am meisten gehaltenen Hunderassen in Reinickendorf zählen u. a. der Labrador und der Golden Retriever.